# Elecciones generales de Guatemala de 2007
Las elecciones generales de Guatemala de 2007 se celebraron el domingo 9 de septiembre de 2007. En estas elecciones se eligieron el nuevo presidente, y vicepresidente de la república, así como a 158 diputados del Congreso y 332 corporaciones municipales.No hubo elección de diputados al Parlamento Centroamericano.
En las elecciones presidenciales ninguno de los candidatos obtuvo más del 50 % de los votos y se realizó una segunda vuelta electoral el domingo 4 de noviembre de 2007, que fue ganada por Álvaro Colom.

## Candidatos Presidenciales

### Partidos que sí participaron en la primera y segunda vuelta
Este fue el orden de los candidaros que aparecían en la papeleta de la Primera Vuelta.
| Partido | Partido                                     | Candidato presidencial             | Candidadto vicepresidencial     |
| ------- | ------------------------------------------- | ---------------------------------- | ------------------------------- |
|         | Gran Alianza Nacional                       | Alejandro Eduardo Giammattei Falla | Alfredo Antonio Vila Girón      |
|         | Unión del Cambio Nacionalista               | Mario Amílcar Estrada Orellana     | Mario Rolando Torres Marroquín  |
|         | Partido Patriota                            | Otto Fernando Pérez Molina         | Ricardo Castillo Sinibaldi      |
|         | Unidad Revolucionaria Nacional Guatemalteca | Miguel Ángel Sandoval Vásquez      | Walda Elena Barrios Ruiz        |
|         | Unidad Nacional de la Esperanza             | Álvaro Colom Caballeros            | José Rafael Espada              |
|         | Frente Republicano Guatemalteco             | Luis Armando Rabbé Tejada          | Haroldo Eric Quej Chen          |
|         | Unión Democrática                           | Manuel Eduardo Conde Orellana      | Juan Francisco Manrique de León |
|         | Partido Unionista                           | Fritz García-Gallont               | Enrique Godoy García Granados   |
|         | Partido de Avanzada Nacional                | Óscar Rodolfo Castañeda Rosales    | Roger Ánibal Valenzuela Bonilla |
|         | Centro de Acción Social                     | José Eduardo Suger Cofiño          | Erwin Ulises Lobos Ríos         |
|         | Encuentro por Guatemala                     | Rigoberta Menchú Tum               | Luis Fernando Montenegro Flores |
|         | Democracia Cristiana Guatemalteca           | Marco Vinicio Cerezo Blandón       | Pablo Werner Ramírez Rivas      |
|         | Partido DIA                                 | Héctor Augusto Rosales Salaverría  | Carlos Humberto Pérez Ródriguez |
|         | Alianza Nueva Nación                        | Jorge Ismael Soto Pablo Monsanto   | Mariano Antonio Portillo Lemus  |

#### Partidos que solo participaron en las elecciones legislativas y municipales
| Partidos | Partidos                 | Motivos |
| -------- | ------------------------ | --- |
|          | Frente por la Democracia | Participaría solo en la elección legislativa y municipal.                                                   |
|          | Bienestar Nacional       | Solo participó en los distritos Central, Municipios de Guatemala y Sacatepéquez en la elección legislativa. |

#### Encuestas
| Encuestadora | Fecha       | M.  | Colom UNE  | Giammattei GANA       | Menchú EG | Pérez M. PP | Rabbé FRG | Suger CASA | O.   | N. |      |   |   |   |   |
| ------------ | ----------- | --- | ---------- | --------------------- | --------- | ----------- | --------- | ---------- | ---- | -- | ---- | - | - | - | - |
| Encuestadora | Fecha       | M.  | Vox Latina | 29 ago. – 3 sep. 2007 | 1200      | 47.4        | —         | —          | O.   | N. | 52.6 | — | — | — | — |
| 53.7         | 46.3        | —   | Vox Latina | 29 ago. – 3 sep. 2007 | 1200      | —           | —         | —          | —    | —  |      |   |   |   |   |
| 31.7         | 14.6        | 3.1 | Vox Latina | 29 ago. – 3 sep. 2007 | 1200      | 31.8        | 4.5       | 8.4        | 5.9  | —  |      |   |   |   |   |
| Vox Latina   | agosto 2007 | —   | 37.6       | 13.1                  | 4.1       | 29.9        | 3.4       | 5.4        | 6.5  | —  |      |   |   |   |   |
| Vox Latina   | julio 2007  | —   | 39.5       | 15.1                  | 4.5       | 26.7        | 2.6       | 4.6        | 7.0  | —  |      |   |   |   |   |
| Vox Latina   | junio 2007  | —   | 42.3       | 16.7                  | 3.1       | 25.0        | 2.6       | 2.0        | 8.3  | —  |      |   |   |   |   |
| Vox Latina   | mayo 2007   | —   | 41.1       | 14.1                  | 5.8       | 22.7        | 3.8       | 3.0        | 9.5  | —  |      |   |   |   |   |
| Vox Latina   | abril 2007  | —   | 44.7       | 16.2                  | 4.6       | 17.0        | 3.4       | 2.1        | 12.0 | —  |      |   |   |   |   |
| Vox Latina   | marzo 2007  | —   | 41.8       | 14.8                  | 4.3       | 20.7        | 3.1       | 1.2        | 14.1 | —  |      |   |   |   |   |

## Elecciones presidenciales
Un total de 14 candidatos participaron en la primera vuelta de las elecciones presidenciales. Ninguno de los candidatos ganó más del 50% de los votos, y consiguientemente los candidatos que obtuvieron mayor número de votos pasaron a la segunda vuelta electoral el domingo 4 de noviembre de 2007 que fue disputada entre Álvaro Colom del partido UNE y Otto Pérez Molina del Partido Patriota. Álvaro Colom fue declarado vencedor con el 52,8 % de los votos.

### Resultados elecciones presidenciales del 9 de septiembre y 4 de noviembre de 2007
|  | 28.25 % |

|  | 52.81 % |

|  | 23.54 % |

|  | 47.19 % |

|  | 17.23 % |

|  | 7.45 % |

|  | 7.30 % |

|  | 3.16 % |

|  | 3.06 % |

|  | 2.91 % |

|  | 2.54 % |

|  | 2.14 % |

|  | 0.76 % |

|  | 0.60 % |

|  | 0.56 % |

|  | 0.50 % |

|  | 90.68 % |

|  | 95.06 % |

|  | 9.32 % |

|  | 4.94 % |

|  | 100.00 % |

|  | 100.00 % |

## Resultados por departamento
Lo que presenta aquí son los resultados a nivel global de Guatemala, durante la primera vuelta del 9 de septiembre de 2007 y la segunda celebrada domingo 4 de noviembre del mismo año. Los números que están en negrita representan la mayor cantidad de votos de los candidatos de mayor intención de voto  .

### Primera Vuelta
| Departamento     |         |         |         |        |        |        |        |        |        |        |        |       |       |       | Total   |
| Departamento     | UNE     | PP      | GANA    | CASA   | FRG    | UCN    | EG     | PU     | PAN    | URNG   | UD     | ANN   | DIA   | DCG   | Total   |
| Distrito Central | 60,332  | 106,188 | 110,018 | 73,458 | 14,018 | 1,796  | 11,685 | 11,405 | 1,621  | 4,985  | 900    | 1,522 | 334   | 2,023 | 415,233 |
| Guatemala        | 108,371 | 120,240 | 88,078  | 51,523 | 23,099 | 3,545  | 12,523 | 8,233  | 5,246  | 4,123  | 1,189  | 2,038 | 824   | 1,703 | 457,278 |
| Sacatepéquez     | 28,573  | 23,596  | 14,287  | 8,212  | 7,742  | 954    | 3,640  | 1,293  | 1,623  | 444    | 274    | 207   | 537   | 264   | 97,332  |
| Chimaltenango    | 48,862  | 35,749  | 14,820  | 9,677  | 7,025  | 3,161  | 9,922  | 1,192  | 3,549  | 1,691  | 437    | 600   | 732   | 948   | 150,287 |
| El Progreso      | 15,716  | 15,123  | 8,361   | 1,785  | 1,932  | 1,510  | 356    | 596    | 2,698  | 149    | 84     | 69    | 114   | 118   | 53,711  |
| Escuintla        | 53,519  | 33,886  | 18,963  | 8,206  | 25,189 | 1,635  | 3,415  | 5,648  | 4,264  | 2,873  | 618    | 802   | 323   | 516   | 187,269 |
| Santa Rosa       | 31,557  | 22,580  | 15,413  | 4,160  | 6,539  | 3,021  | 799    | 4,395  | 611    | 370    | 214    | 473   | 269   | 245   | 99,985  |
| Sololá           | 35,334  | 15,730  | 15,356  | 2,846  | 5,371  | 511    | 5,057  | 8,734  | 2,974  | 5,867  | 276    | 1,188 | 377   | 395   | 112,059 |
| Totonicapán      | 22,855  | 10,692  | 7,782   | 6,436  | 12,872 | 1,593  | 5,845  | 1,180  | 3,408  | 691    | 446    | 560   | 974   | 527   | 87,790  |
| Quetzaltenango   | 48,284  | 42,286  | 33,355  | 21,932 | 4,665  | 4,073  | 9,492  | 3,325  | 4,164  | 3,974  | 926    | 1,500 | 395   | 830   | 198,679 |
| Suchitepéquez    | 43,434  | 29,090  | 25,316  | 5,665  | 7,318  | 1,684  | 2,483  | 2,756  | 5,722  | 4,431  | 417    | 765   | 291   | 1,180 | 144,810 |
| Retalhuleu       | 26,893  | 19,668  | 8,053   | 3,145  | 4,146  | 1,149  | 2,358  | 1,013  | 3,176  | 2,168  | 106    | 348   | 693   | 201   | 81,465  |
| San Marcos       | 59,129  | 37,305  | 31,870  | 11,492 | 12,593 | 3,961  | 7,010  | 8,869  | 5,907  | 9,767  | 984    | 1,796 | 1,904 | 1,552 | 223,583 |
| Huehuetenango    | 57,659  | 40,053  | 27,509  | 8,874  | 16,918 | 5,245  | 5,659  | 3,512  | 12,434 | 11,422 | 15,857 | 3,038 | 3,367 | 1,588 | 239,414 |
| Quiché           | 50,651  | 24,218  | 31,760  | 3,059  | 35,454 | 1,462  | 5,025  | 8,394  | 6,121  | 8,530  | 499    | 549   | 778   | 1,081 | 202,681 |
| Baja Verapaz     | 13,657  | 24,331  | 4,807   | 1,809  | 3,843  | 3,400  | 2,094  | 854    | 2,686  | 262    | 83     | 340   | 465   | 212   | 67,626  |
| Alta Verapaz     | 51,489  | 37,108  | 14,264  | 6,741  | 32,311 | 12,473 | 5,872  | 9,042  | 10,532 | 3,979  | 417    | 1,789 | 733   | 917   | 211,748 |
| Petén            | 35,526  | 26,766  | 13,431  | 2,270  | 3,338  | 2,504  | 1,951  | 1,826  | 893    | 431    | 126    | 1,065 | 675   | 397   | 104,592 |
| Izabal           | 29,560  | 17,783  | 10,741  | 1,997  | 5,026  | 2,794  | 2,511  | 3,097  | 937    | 478    | 122    | 363   | 116   | 557   | 85,094  |
| Zacapa           | 21,407  | 20,972  | 15,834  | 2,590  | 4,153  | 1,908  | 422    | 763    | 242    | 217    | 382    | 68    | 137   | 241   | 76,391  |
| Chiquimula       | 21,234  | 23,904  | 18,934  | 3,474  | 1,923  | 11,633 | 875    | 1,060  | 2,864  | 434    | 218    | 282   | 3,484 | 464   | 103,171 |
| Jalapa           | 10,856  | 11,692  | 11,005  | 1,253  | 667    | 27,097 | 463    | 4,798  | 146    | 2,489  | 80     | 139   | 147   | 144   | 79,427  |
| Jutiapa          | 41,338  | 32,853  | 25,060  | 3,322  | 3,032  | 6,586  | 908    | 3,295  | 1,551  | 434    | 238    | 139   | 726   | 358   | 136,212 |

#### Segunda Vuelta
| Departamento     |         |         | Total votos |
| Departamento     | UNE     | PP      | Total votos |
| Distrito Central | 125,660 | 233,537 | 383,183     |
| Guatemala        | 171,454 | 203,014 | 401,468     |
| Sacatepéquez     | 36,644  | 34,105  | 72,955      |
| Chimaltenango    | 66,089  | 47,563  | 116,934     |
| El Progreso      | 21,836  | 17,638  | 39,474      |
| Escuintla        | 95,538  | 46,358  | 141,896     |
| Santa Rosa       | 45,191  | 33,700  | 78,891      |
| Sololá           | 48,537  | 28,452  | 76,989      |
| Totonicapán      | 38,124  | 18,942  | 57,066      |
| Quetzaltenango   | 79,654  | 66,862  | 146,516     |
| Suchitepéquez    | 67,742  | 39,717  | 107,459     |
| Retalhuleu       | 39,753  | 25,311  | 65,064      |
| San Marcos       | 92,673  | 58,297  | 150,970     |
| Huehuetenango    | 85,218  | 63,271  | 148,489     |
| Quiché           | 81,915  | 60,504  | 142,419     |
| Baja Verapaz     | 22,376  | 29,087  | 51,463      |
| Alta Verapaz     | 92,973  | 82,616  | 175,589     |
| Petén            | 44,204  | 36,748  | 80,952      |
| Izabal           | 40,210  | 28,241  | 68,451      |
| Zacapa           | 45,191  | 33,700  | 78,891      |
| Chiquimula       | 38,124  | 18,942  | 57,066      |
| Jalapa           | 30,182  | 28,132  | 58,314      |
| Jutiapa          | 52,944  | 45,525  | 98,469      |

## Elecciones legislativas
Las elecciones parlamentarias para la sexta legislatura tras la apertura política de 1985, en que se disputaron 158 escaños en el Congreso de Guatemala fueron ganados por la UNE con 51 diputados, resultado insuficiente para una mayoría parlamentaria absoluta.

### Primera casilla en Lista Nacional
| Partido Político | Partido Político                            | Primera casilla en Lista Nacional |
| ---------------- | ------------------------------------------- | --------------------------------- |
|                  | Unidad Nacional de la Esperanza             | Arturo Eduardo Meyer Maldonado    |
|                  | Gran Alianza Nacional                       | Manuel Eduardo Castillo Arroyo    |
|                  | Partido Patriota                            | Ingrid Roxanna Baldetti Elías     |
|                  | Frente Republicano Guatemalteco             | José Efraín Ríos Montt            |
|                  | Partido Unionista                           | Mariano Rayo Muñoz                |
|                  | Centro de Acción Social                     | Mario Roderico Mazariegos de León |
|                  | Unión del Cambio Nacionalista               | César Leonel Soto Arango          |
|                  | Encuentro por Guatemala                     | Nineth Varenca Montenegro Cottom  |
|                  | Partido de Avanzada Nacional                | Rubén Darío Morales Véliz         |
|                  | Unidad Revolucionaria Nacional Guatemalteca | Héctor Alfredo Nuila Ericastilla  |
|                  | Unión Democrática                           | Sin datos disponibles             |
|                  | Alianza Nueva Nación                        | Sin Datos Disponibles             |
|                  | Partido DIA                                 | Luis Rolando Torres Casanova      |
|                  | Democracia Cristiana Guatemalteca           | Marco Vinicio Cerezo Arévalo      |
|                  | Frente por la Democracia                    | Luis Alfonso Cabrera Hidalgo      |

#### Resultados de las elecciones legislativas del 9 de septiembre de 2007[2]
|  | 22.84 % |

|  | 22.77 % |

|  | 16.54 % |

|  | 17.38 % |

|  | 15.66 % |

|  | 16.23 % |

|  | 9.71 % |

|  | 9.56 % |

|  | 6.18 % |

|  | 4.27 % |

|  | 6.10 % |

|  | 6.50 % |

|  | 4.88 % |

|  | 4.66 % |

|  | 4.54 % |

|  | 5.18 % |

|  | 4.06 % |

|  | 4.55 % |

|  | 3.56 % |

|  | 3.15 % |

|  | 1.43 % |

|  | 1.51 % |

|  | 1.43 % |

|  | 1.49 % |

|  | 1.37 % |

|  | 1.45 % |

|  | 0.91 % |

|  | 0.81 % |

|  | 0.81 % |

|  | 0.67 % |

|  | 0.28 % |

|  | 87.45 % |

|  | 88.03 % |

|  | 12.55 % |

|  | 11.97 % |

|  | 100.00 % |

|  | 100.00 % |

## Elecciones municipales
El 9 de septiembre de 2007 se realizaron también las elecciones municipales para elegir los nuevos alcaldes, síndicos y concejales titulares y suplentes de las corporaciones municipales en los 332 municipios del país.La UNE y la GANA ganaron una mayoría de 103 y 78 alcaldías.
Alcaldías obtenidas en las elecciones municipales del 9 de septiembre de 2007
|  | 31.50 % |

|  | 23.50 % |

|  | 11.79 % |

|  | 7.20 % |

|  | 6.90 % |

|  | 5.46 % |

|  | 3.90 % |

|  | 3.63 % |

|  | 2.90 % |

|  | 1.20 % |

|  | 0.90 % |

|  | 0.61 % |

|  | 0.61 % |

|  | 0.30 % |

|  | 0.30 % |

|  | 0.30 % |

|  | 100.00 % |

### Alcaldes electos por partido y por departamento
| Guatemala      | Guatemala                                   | Total |
| -------------- | ------------------------------------------- | ----- |
|                | Gran Alianza Nacional                       | 6/17  |
|                | Unidad Nacional de la Esperanza             | 5/17  |
|                | Partido Patriota                            | 2/17  |
|                | Partido Unionista                           | 2/17  |
|                | Frente Republicano Guatemalteco             | 1/17  |
|                | Partido de Avanzada Nacional                | 1/17  |
| Sacatepéquez   |                                             |       |
|                | Gran Alianza Nacional                       | 5/16  |
|                | Partido Patriota                            | 4/16  |
|                | Unidad Nacional de la Esperanza             | 3/16  |
|                | Comités Cívicos Electorales                 | 2/16  |
|                | Frente Republicano Guatemalteco             | 1/16  |
|                | Partido Unionista                           | 1/16  |
| Chimaltenango  |                                             |       |
|                | Unidad Nacional de la Esperanza             | 5/16  |
|                | Partido Patriota                            | 5/16  |
|                | Comités Cívicos Electorales                 | 3/16  |
|                | Gran Alianza Nacional                       | 1/16  |
|                | Partido de Avanzada Nacional                | 1/16  |
|                | Frente por la Democracia                    | 1/16  |
| El Progreso    |                                             |       |
|                | Unidad Nacional de la Esperanza             | 5/8   |
|                | Gran Alianza Nacional                       | 2/8   |
|                | Partido Patriota                            | 1/8   |
| Escuintla      |                                             |       |
|                | Unidad Nacional de la Esperanza             | 5/13  |
|                | Gran Alianza Nacional                       | 2/13  |
|                | Frente Republicano Guatemalteco             | 2/13  |
|                | Partido Unionista                           | 2/13  |
|                | Partido de Avanzada Nacional                | 1/13  |
|                | Comités Cívicos Electorales                 | 1/13  |
| Santa Rosa     |                                             |       |
|                | Unidad Nacional de la Esperanza             | 7/14  |
|                | Gran Alianza Nacional                       | 4/14  |
|                | Partido Patriota                            | 1/14  |
|                | Partido Unionista                           | 1/14  |
|                | Comités Civícos Electorales                 | 1/14  |
| Sololá         |                                             |       |
|                | Unidad Nacional de la Esperanza             | 7/19  |
|                | Partido Unionista                           | 7/19  |
|                | Gran Alianza Nacional                       | 3/19  |
|                | Unidad Revolucionaria Nacional Guatemalteca | 1/19  |
|                | Frente por la Democracia                    | 1/19  |
| Totonicapán    |                                             |       |
|                | Unidad Nacional de la Esperanza             | 4/8   |
|                | Frente Republicano Guatemalteco             | 2/8   |
|                | Gran Alianza Nacional                       | 1/8   |
|                | DIA                                         | 1/8   |
| Quetzaltenango |                                             |       |
|                | Partido Patriota                            | 6/24  |
|                | Unidad Nacional de la Esperanza             | 4/24  |
|                | Gran Alianza Nacional                       | 4/24  |
|                | Unión del Cambio Nacionalista               | 3/24  |
|                | Comités Cívicos Electorales                 | 2/24  |
|                | Partido Unionista                           | 2/24  |
|                | Partido de Avanzada Nacional                | 1/24  |
|                | Unidad Revolucionaria Nacional Guatemalteca | 1/24  |
|                | Alianza Nueva Nación                        | 1/24  |
| Suchitepéquez  |                                             |       |
|                | Gran Alianza Nacional                       | 7/20  |
|                | Unidad Nacional de la Esperanza             | 5/20  |
|                | Partido Patriota                            | 3/20  |
|                | Partido de Avanzada Nacional                | 2/20  |
|                | Partido Unionista                           | 1/20  |
|                | Democracia Cristiana Guatemalteca           | 1/20  |
|                | Comités Cívicos Electorales                 | 1/20  |
| Retalhuleu     |                                             |       |
|                | Unidad Nacional de la Esperanza             | 3/9   |
|                | Partido Patriota                            | 2/9   |
|                | Gran Alianza Nacional                       | 1/9   |
|                | Partido Unionista                           | 1/9   |
|                | Partido de Avanzada Nacional                | 1/9   |
|                | DIA                                         | 1/9   |
| San Marcos     |                                             |       |
|                | Gran Alianza Nacional                       | 11/29 |
|                | Unidad Nacional de la Esperanza             | 8/29  |
|                | Partido Patriota                            | 2/29  |
|                | Partido Unionista                           | 2/29  |
|                | Comités Cívicos Electorales                 | 2/29  |
|                | Encuentro por Guatemala                     | 1/29  |
|                | Partido de Avanzada Nacional                | 1/29  |
|                | Unidad Revolucionaria Nacional Guatemalteca | 1/29  |
|                | Alianza Nueva Nación                        | 1/29  |
| Huehuetenango  |                                             |       |
|                | Unidad Nacional de la Esperanza             | 10/32 |
|                | Gran Alianza Nacional                       | 5/32  |
|                | Unión Democrática                           | 4/32  |
|                | Partido Patriota                            | 3/32  |
|                | Unidad Revolucionaria Nacional Guatemalteca | 3/32  |
|                | Frente Republicano Guatemalteco             | 2/32  |
|                | Centro de Acción Social                     | 1/32  |
|                | Unión del Cambio Nacionalista               | 1/32  |
|                | Partido de Avanzada Nacional                | 1/32  |
|                | DIA                                         | 1/32  |
|                | Comités Cívicos Electorales                 | 1/32  |
| Quiché         |                                             |       |
|                | Frente Republicano Guatemalteco             | 8/21  |
|                | Unidad Nacional de la Esperanza             | 6/21  |
|                | Gran Alianza Nacional                       | 4/21  |
|                | Partido Patriota                            | 1/21  |
|                | Partido Unionista                           | 1/21  |
|                | Partido de Avanzada Nacional                | 1/21  |
| Baja Verapaz   |                                             |       |
|                | Partido Patriota                            | 3/8   |
|                | Unidad Nacional de la Esperanza             | 2/8   |
|                | Frente Republicano Guatemalteco             | 1/8   |
|                | Partido de Avanzada Nacional                | 1/8   |
|                | Comités Cívicos Electorales                 | 1/8   |
| Alta Verapaz   |                                             |       |
|                | Frente Republicano Guatemalteco             | 6/16  |
|                | Unidad Nacional de la Esperanza             | 4/16  |
|                | Partido Unionista                           | 2/16  |
|                | Gran Alianza Nacional                       | 1/16  |
|                | Unión del Cambio Nacionalista               | 1/16  |
|                | Partido de Avanzada Nacional                | 1/16  |
|                | Unidad Revolucionaria Nacional Guatemalteca | 1/16  |
| Petén          |                                             |       |
|                | Unidad Nacional de la Esperanza             | 7/12  |
|                | Gran Alianza Nacional                       | 3/12  |
|                | Partido Patriota                            | 1/12  |
|                | Partido Unionista                           | 1/12  |
| Izabal         |                                             |       |
|                | Unidad Nacional de la Esperanza             | 4/5   |
|                | Unión del Cambio Nacionalista               | 1/5   |
| Zacapa         |                                             |       |
|                | Gran Alianza Nacional                       | 6/10  |
|                | Unidad Nacional de la Esperanza             | 2/10  |
|                | Partido Patriota                            | 2/10  |
| Chiquimula     |                                             |       |
|                | Gran Alianza Nacional                       | 5/11  |
|                | Unidad Nacional de la Esperanza             | 2/11  |
|                | Partido Patriota                            | 1/11  |
|                | Unión del Cambio Nacionalista               | 1/11  |
|                | Partido de Avanzada Nacional                | 1/11  |
|                | Comités Cívicos Electorales                 | 1/11  |
| Jalapa         |                                             |       |
|                | Unión del Cambio Nacionalista               | 4/7   |
|                | Gran Alianza Nacional                       | 2/7   |
|                | Unidad Nacional de la Esperanza             | 1/7   |
| Jutiapa        |                                             |       |
|                | Gran Alianza Nacional                       | 5/17  |
|                | Unidad Nacional de la Esperanza             | 4/17  |
|                | Comités Cívicos Electorales                 | 4/17  |
|                | Partido Patriota                            | 2/17  |
|                | Unión del Cambio Nacionalista               | 1/17  |
|                | Partido Unionista                           | 1/17  |